# 알자라주
알자라주(아랍어: الجهراء)는 쿠웨이트 북서부에 위치한 주로 주도는 알자라이며 면적은 11,230km2, 인구는 412,053명(2007년 기준)이다. 쿠웨이트에서 면적이 가장 큰 주이다.
남동쪽으로는 수도주, 알아마디주, 알파르와니야주와 접한다. 남쪽으로는 사우디아라비아, 서쪽과 북쪽으로는 이라크와 국경을 접하고 있고 동쪽으로는 페르시아만과 접한다. 부비얀섬도 알자라주에 속하며 쿠웨이트에 있는 농경지 대부분이 이 곳에 있다.

## 같이 보기
- 쿠웨이트의 역사